# Eleutherodactylus junori
Eleutherodactylus junori är en groddjursart som beskrevs av Dunn 1926. Eleutherodactylus junori ingår i släktet Eleutherodactylus och familjen Eleutherodactylidae. IUCN kategoriserar arten globalt som akut hotad. Inga underarter finns listade i Catalogue of Life.